# یو واکویی
یو واکویی (انگلیسی: Yū Wakui; ۲۴ ژانویهٔ ۱۹۹۵ – ) صداپیشه اهل ژاپن بود. وی از سال ۲۰۱۴ میلادی تاکنون مشغول فعالیت بوده‌است.